# زلتوگ
زلتوگ (به آلمانی: Zeltweg) یک شهر در اتریش است که در مورتال واقع شده‌است. زلتوگ ۸٬۱۸۹ نفر جمعیت دارد.

## خواهرخوانده
شهر انس خواهرخواندهٔ زلتوگ هست.